# 渡辺福三郎
渡辺 福三郎（渡邊 福三郎、わたなべ ふくさぶろう、1855年3月6日（安政2年1月18日）- 1934年（昭和9年）5月10日）は、日本の実業家、政治家。貴族院多額納税者議員。

## 経歴
武蔵国江戸日本橋の豪商、明石屋・8代渡辺治右衛門の三男として生まれる。父・治右衛門は安政6年6月2日（1859年7月1日）横浜開港に合わせて石炭、生糸、海産物を商う横浜渡辺家を創業し、その後、福三郎がその事業を引き継いだ。日清戦争後に事業を転換し、船舶荷役、金融、不動産業を行う。
1912年（明治45年）4月、横浜渡辺銀行を設立し頭取に就任。また、渡辺合名会社代表社員、横浜鉄道常務取締役、東京瓦斯取締役、東洋モリスン取締役、横浜電気取締役、二十七銀行取締役、海産乾物貿易商組合頭取、水産伝習所参事員、神奈川県会議員、横浜市会議員、同参事会員、第3代同市会議長（1893年2月7日から1905年1月31日）、横浜商業会議所議員などを務めた。
1904年（明治37年）に神奈川県多額納税者として貴族院多額納税者議員に互選され、同年9月29日に就任し、1905年（明治38年）5月15日まで在任した。

## 親族
- 妻 渡辺多満子（父方の従兄弟・大河原新七の妹）[1]
- 養子 渡辺三郎（五女・那べの夫、父方の従兄弟・大河原新七の三男）[1]
- 長兄 9代渡辺治右衛門（実業家、貴族院多額納税者議員）[11]
- 三男・渡辺富三郎の岳父に中浜東一郎[12]。